# Kara umowna
Kara umowna – instytucja prawa zobowiązań, uregulowana w Polsce w art. 483-484 Kodeksu cywilnego. Jest to klauzula, którą strony mogą umieścić w umowie cywilnoprawnej. W klauzuli tej strony mogą postanowić, że naprawienie szkody wynikłej z niewykonania lub nienależytego wykonania zobowiązania niepieniężnego (i tylko takiego) nastąpi poprzez zapłatę określonej sumy. Ustawa wyraźnie stanowi jednak, że dłużnik nie może bez zgody wierzyciela zwolnić się z zobowiązania przez zapłatę kary umownej. W razie niewykonania lub nienależytego wykonania zobowiązania kara umowna należy się wierzycielowi w ustalonej wcześniej wysokości bez względu na rzeczywistą wysokość poniesionej szkody. W przypadku gdyby strony chciały dopuścić żądanie odszkodowania przenoszącego wysokość kary umownej konieczne musiałoby być wcześniejsze zastrzeżenie tego w umowie. Dłużnik może żądać zmniejszenia kary umownej w dwóch przypadkach: a) gdy wykonał już swoje zobowiązanie w znacznej części; b) gdy kara umowna jest rażąco wysoka.
Kara umowna nazywana jest też czasem odszkodowaniem umownym. Jest traktowana jako surogat odszkodowania. Wzmacnia ona pozycję wierzyciela i pełni funkcję dyscyplinującą wobec dłużnika. Jej zastrzeżenie w umowie jest o tyle korzystne dla wierzyciela, że nie musi on wykazywać istnienia szkody ani jej wysokości. Jednak w przypadku gdyby zastrzeżona kara umowna była mniejsza niż rzeczywista szkoda a wierzyciel nie zastrzegł w umowie prawa do żądania odszkodowania przenoszącego wysokość kary umownej, nie może on żądać takiego odszkodowania. Jak jednak uznał Sąd Najwyższy w uchwale z dnia 6 listopada 2003 r. (sygn. akt: III CZP 61/03) – „zastrzeżenie kary umownej na wypadek niewykonania lub nienależytego wykonania zobowiązania nie zwalnia dłużnika z obowiązku jej zapłaty w razie wykazania, że wierzyciel nie poniósł szkody”. Sąd nadał wskazanej uchwale moc zasady prawnej, co oznacza, że kara umowna może być naliczona zawsze, gdy ziściły się określone umową przesłanki związane z niewykonaniem lub nienależytym wykonaniem umowy i to niezależnie czy druga strona poniosła w związku z tym jakiekolwiek negatywne konsekwencje.